# Cartagena (Kolumbie)
Cartagena (též Cartagena de Indias) je město v severní části Kolumbie, při pobřeží Karibského moře. Je hlavním městem departementu Bolívar. Toto přístavní město je pátým největším kolumbijským městem, v roce 2023 zde žilo přes 914 tisíc obyvatel. Zdejší ekonomické aktivity zahrnují např. námořní a petrochemický průmysl, ale i turismus.

## Přírodní podmínky
Město se nachází na pobřeží Bahía de Cartagena (Cartageňská zátoka). Do moře zde ústí kanál Dique (uměle vytvořený, 113 km dlouhý kanál spojující město s řekou Magdalena), který vznikl v 17. století a umožňoval lodím plavbu do vnitrozemí. Přírodní dominantou města je kopec La Popa. Panuje zde tropické klima – průměrná roční teplota je 28 °C, vlhkost dosahuje až 90 %. Deštivá období nastávají dvakrát do roka: duben–květen, později říjen–listopad.

## Historie

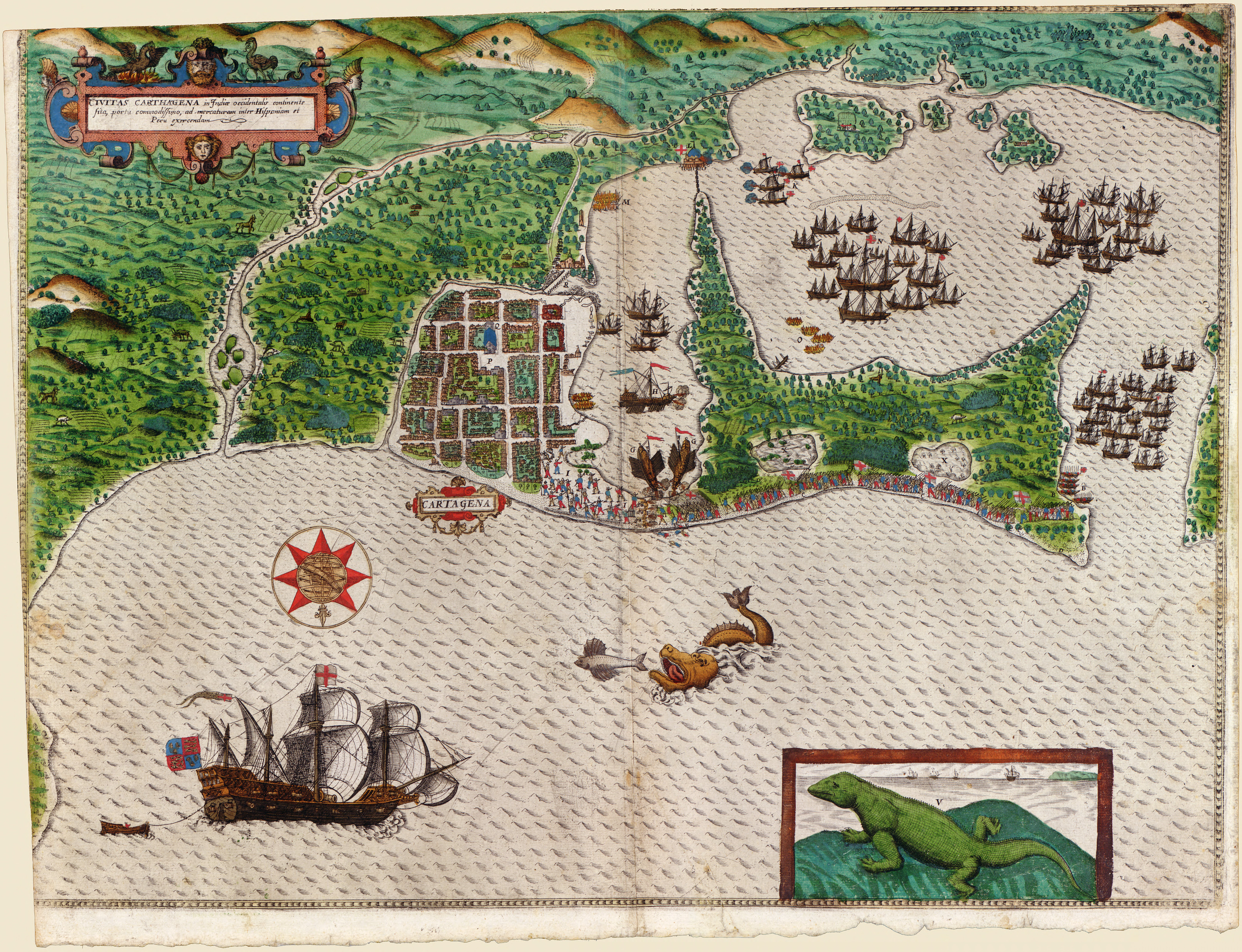
Mapa Cartageny z cesty Francise Drakea (1585)

Sídlo a přístav založili v červnu 1533 španělští kolonisté, které vedl Pedro de Heredia. Přivezli také první otroky, zvané „macheteros“, kteří káceli lesy. Své jméno dostalo podle španělského města Cartagena. Roku 1575 španělský král Filip II. sídlu udělil městská práva. V dubnu roku 1586 zaútočila na město britská flotila 23 lodí pod velením Francise Drake. Její děla pobořila katedrálu, na 300 domů a upustila od dobytí města za cenu výpalného. Drakeův kartograf Giovanni Battista Boazio vytvořil pro Atlas zemí světa mapu města s korábem, leguánem a mořským monstrem. Španělská římskokatolická církev vyslala do Kolumbie jezuitu – misionáře Petra Clavera k evangelizaci afroameričanů. Důležitost Cartageny vyjádřila stavbou několika kostelů a v roce 1610 zde založila také inkvizici. 
Po dobu trvání španělské kolonie bylo město jedním z nejdůležitějších přístavů v celé španělské Americe. Vzhledem ke strategické poloze a důležitosti přístavu město dobývali různé evropské velmoci a napadali piráti. Proto byl postupně vybudován jeden z nejrozlehlejších systémů opevnění v Latinské Americe a Karibiku. Mimoto stála pevnost s kasematy San Felipe de Barajas.  V roce 1697 město napadlo  francouzské loďstvo, v letech 1739–1742 se zde odehrála britsko-španělská válka, zvaná „válkou o Jenkinsovo ucho“. Předcházel jí totiž konflikt, během kterého bylo britskému kapitánovi obchodních lodí, Robertu Jenkinsovi, uťato ucho. 
Ve druhé polovině 18. století se zformovalo národně osvobozenecké hnutí, v letech 1796–1808 je zastavilo okupování města vojskem španělského krále Josefa Bonaparta. Navzdory koloniálním válkám a pozdějším konfliktům se dochovalo historické jádro města s několika budovami ze 16.–18. století. Od roku 1984 je centrum města a jeho opevnění zapsáno do seznamu světového kulturního dědictví UNESCO.

## Památky
- Pevnost sv. Filipa (San Felipe Barajas) – renesanční budova s kasematy a věží.
- Torre del Reloj – hlavní městská brána s opevněním v délce 11 km.
- Katedrála sv. Kateřiny Alexandrijské – postavena v letech 1577–1640.
- Kostel sv. Petra Clavera z let 1584-1640 – jezuitský chrám, původně zasvěcený sv. Alexandrovi, je se dvěma věžemi v průčelí a vysokou kupolí v křížení největší ve městě a dominantou jeho panoramatu; Claver byl svatořečen roku 1888 a jeho tělo uloženo do proskleného sarkofágu v menze hlavního oltáře; v kapitulním sále je jeho oltář s kenotafem.
- kostel sv. Dominika s klášterem dominikánů.
- Palác inkvizice – nyní muzeum mexické historie, inkvizice a medicíny.

## Partnerská města
- Cádiz, Španělsko, 1986
- Cartagena, Španělsko
- Ciudad de Guatemala, Guatemala, 1986
- Coral Gables, USA
- Havana, Kuba
- Manila, Filipíny, 1986
- Saint Augustine, USA, 1986
- San Juan, Portoriko
- San Salvador, Salvador

## Fotogalerie

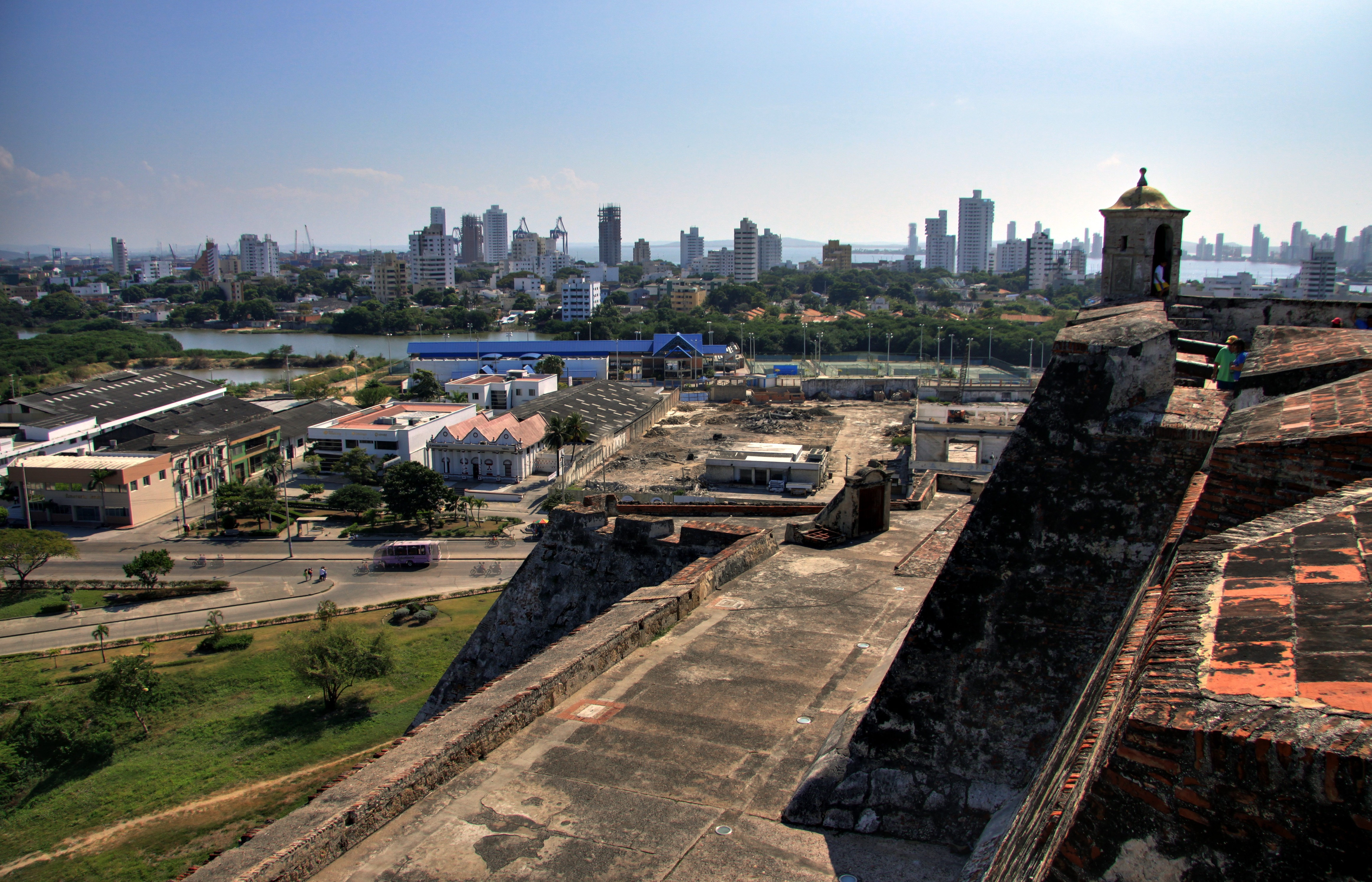
Pohled na město od pevnosti San Felipe
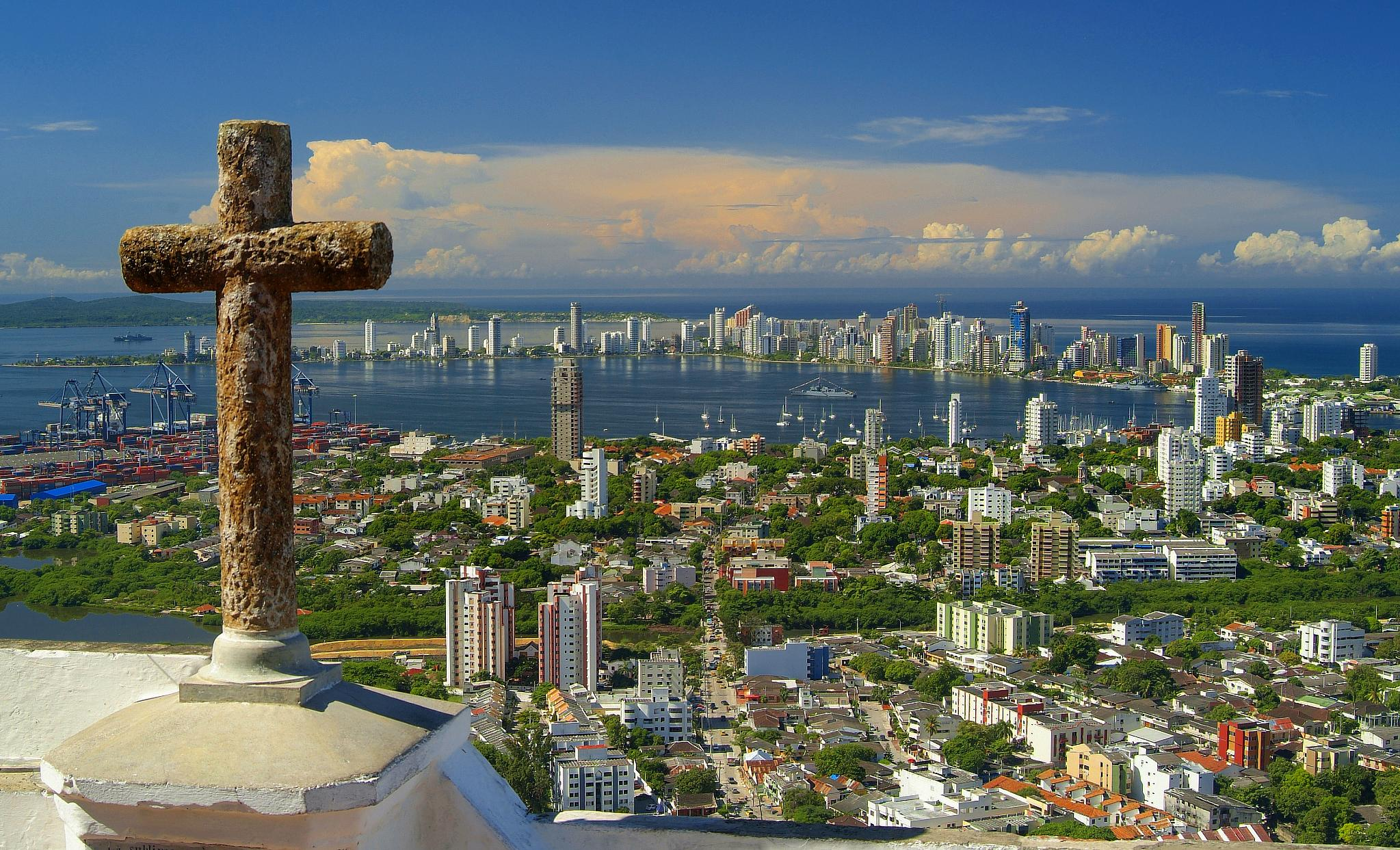
Pohled na město z kopce La Popa
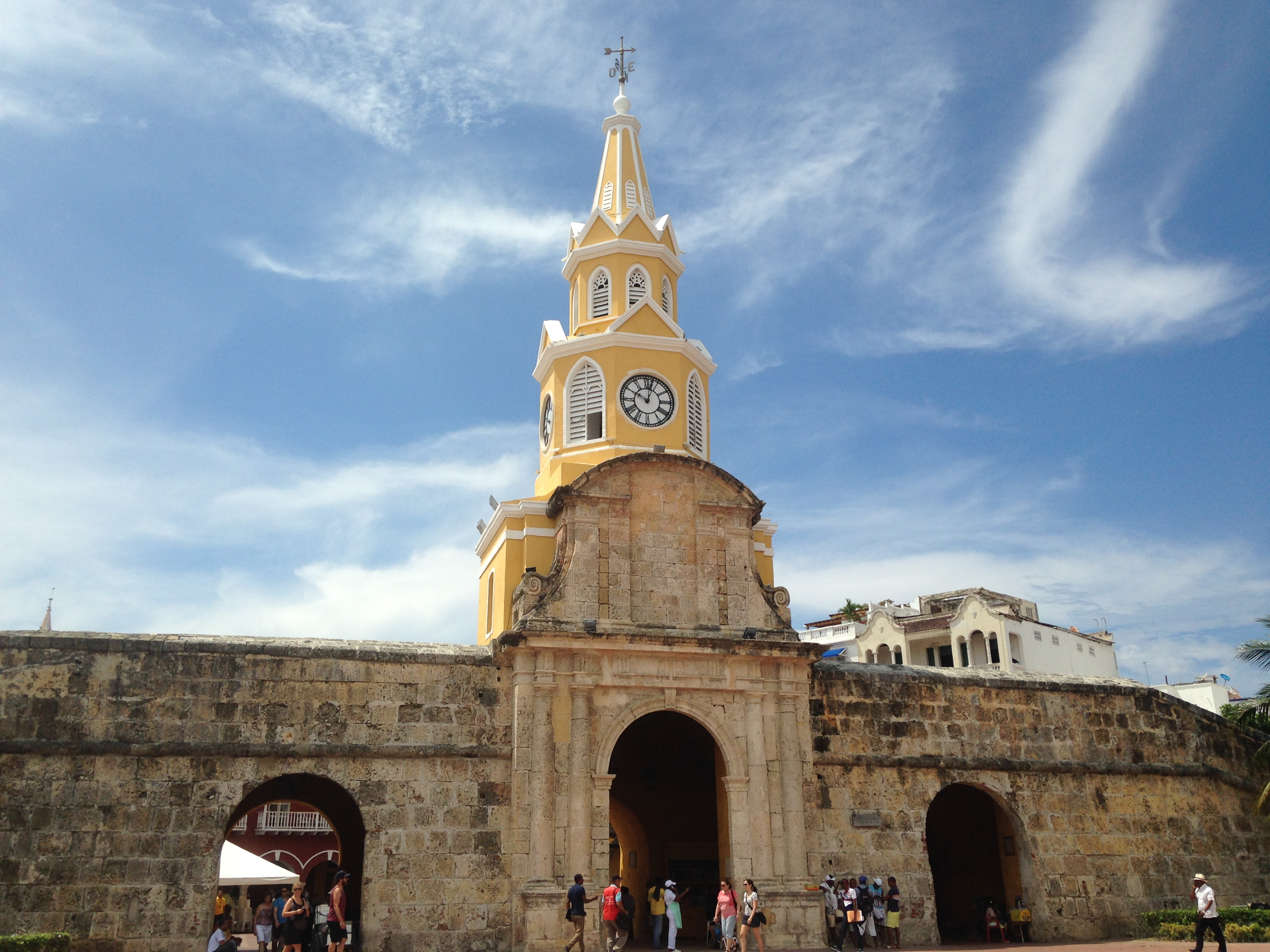
Městská brána
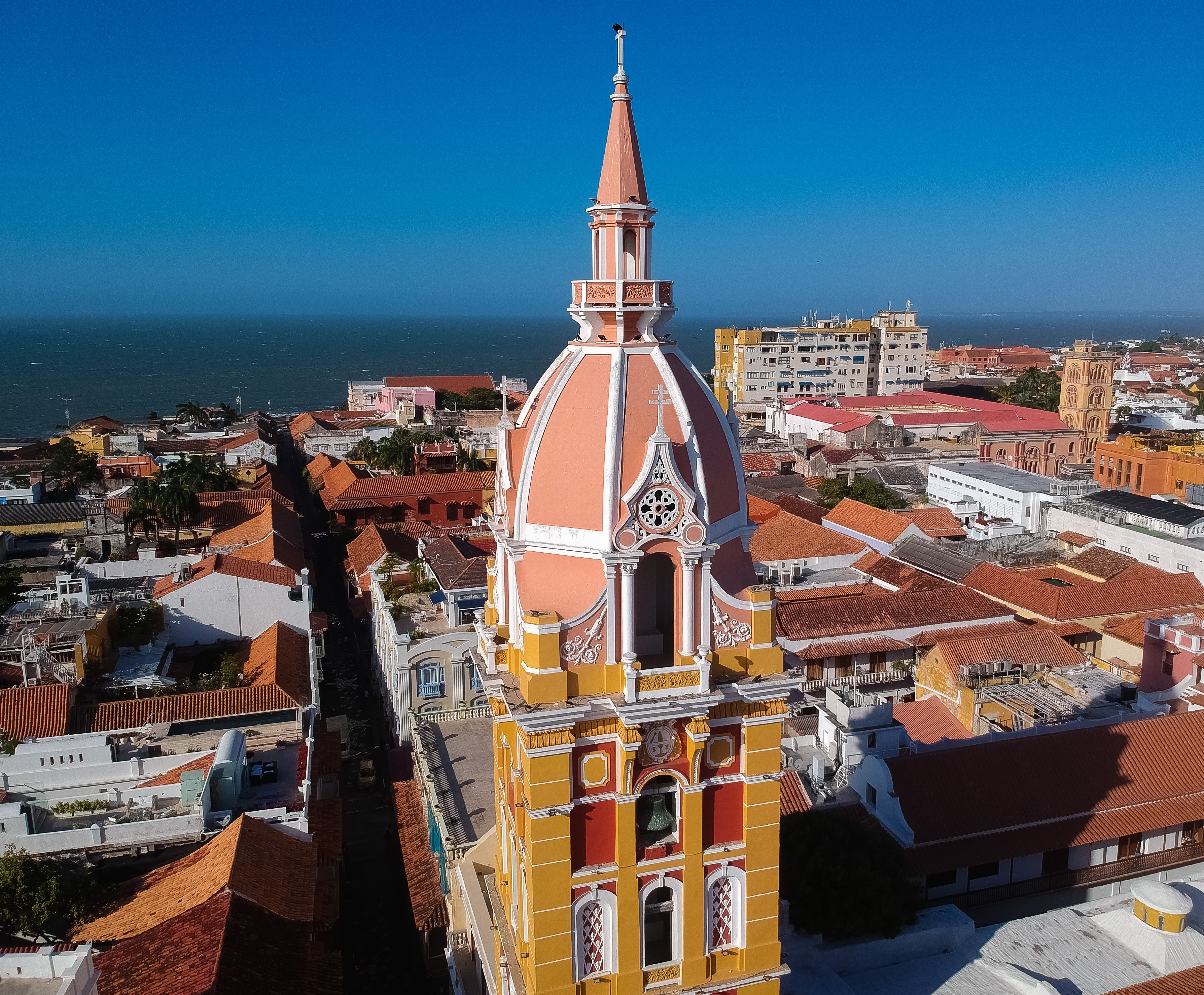
Věž katedrály
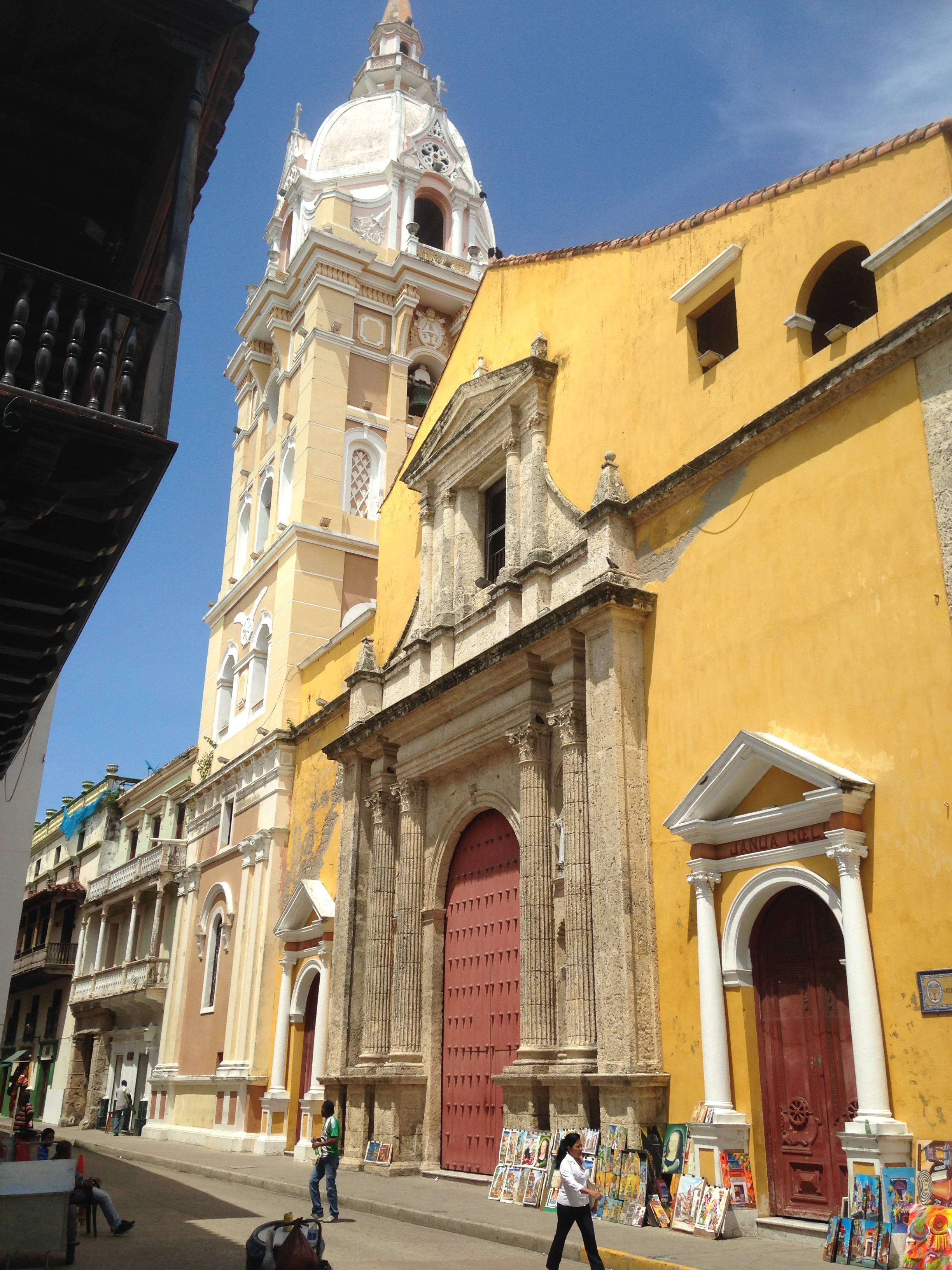
Fasáda katedrály
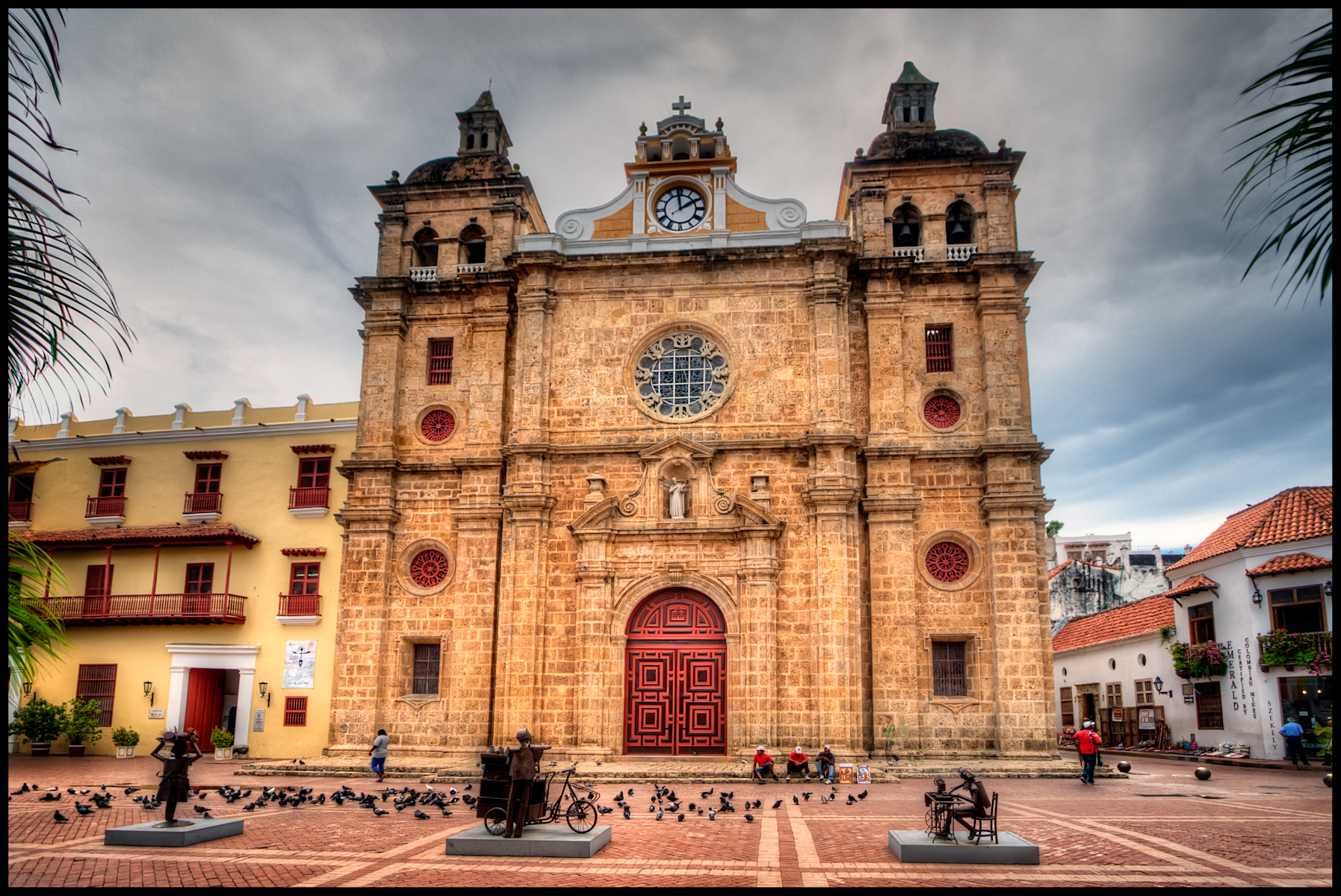
Kostel sv. Petra Clavera
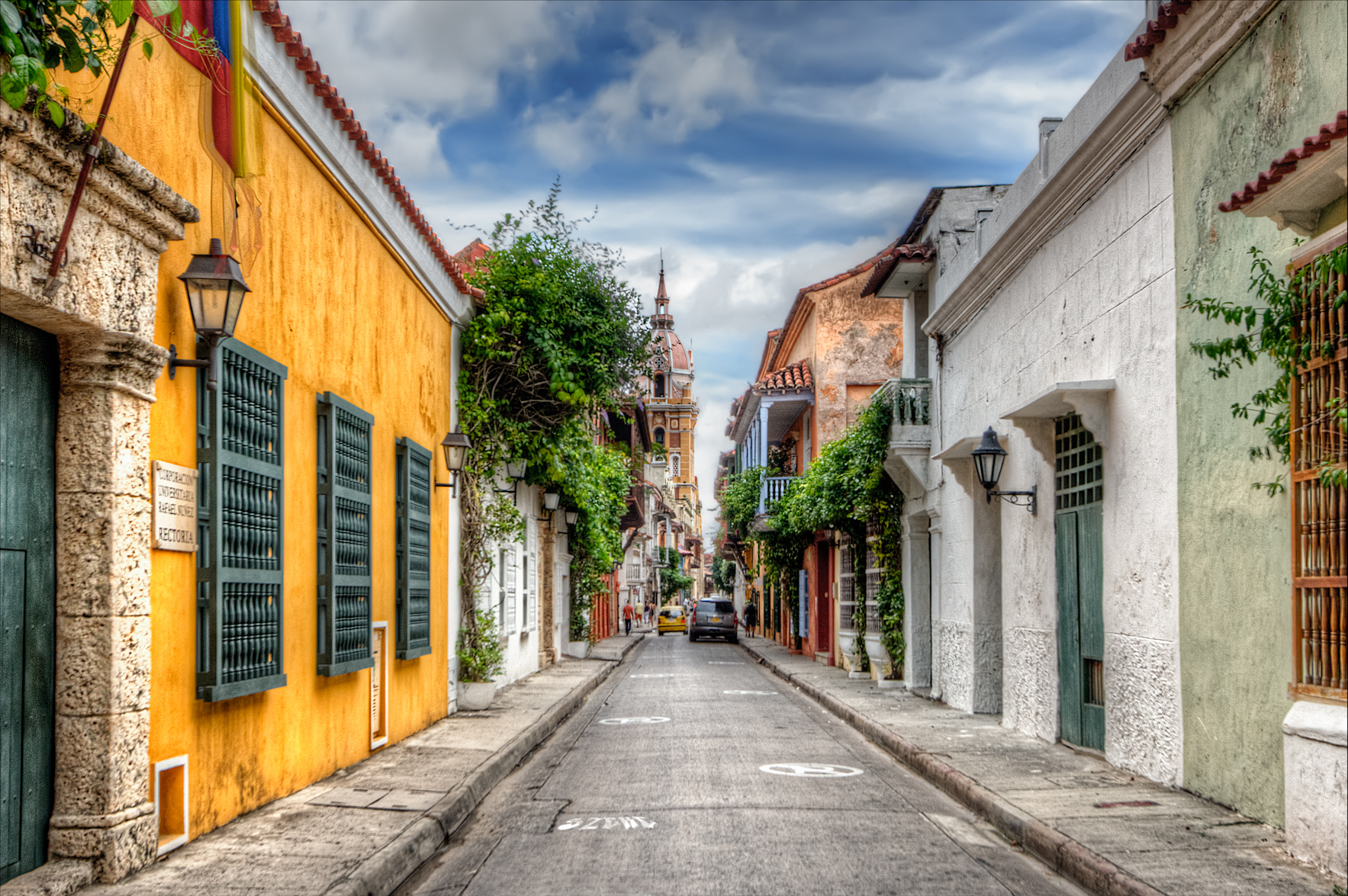
Ulice historického centra
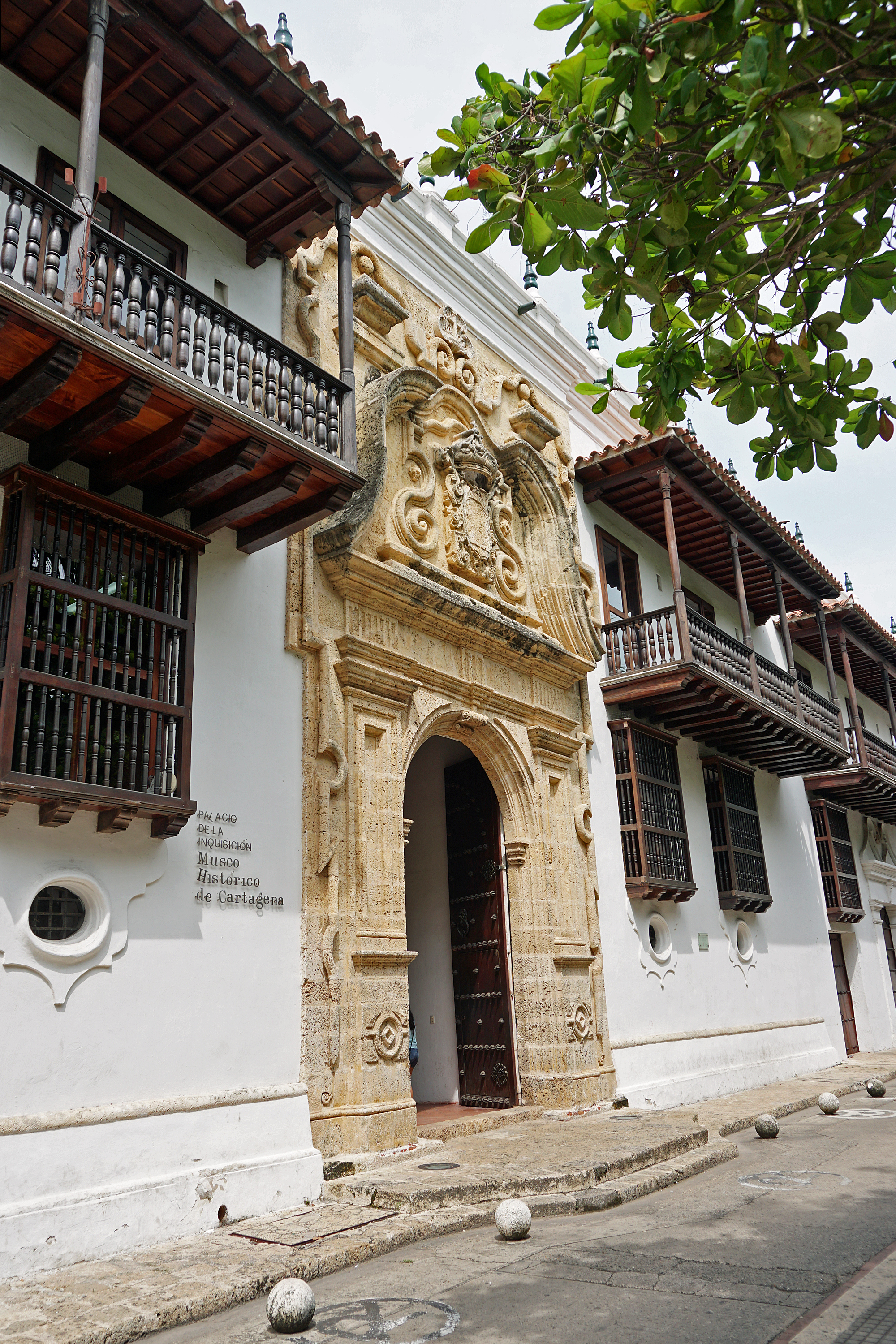
Palác inkvizice